# Grande Prêmio da Bélgica
O Grande Prêmio da Bélgica foi disputado pela primeira vez em 1925 e desde a primeira temporada de Fórmula 1, em 1950, faz parte do campeonato.

## Grande Prêmio da Bélgica
O fundo verde indica que a prova fez parte do Campeonato Mundial de Construtores da AIACR.
O fundo rosa indica que a prova fez parte do Mundial de Fórmula 1 ainda não homologado pela FIA.
O fundo creme indica as provas anteriores à 2ª Guerra Mundial que fizeram parte do Campeonato Europeu de Automobilismo.

### Vencedores por ano
| Ano                                                                      | Piloto                                        | Construtor                 | Local             | Resumo   |
| ------------------------------------------------------------------------ | --------------------------------------------- | -------------------------- | ----------------- | -------- |
| 1925                                                                     | Antonio Ascari                                | Alfa Romeo                 | Spa-Francorchamps | Detalhes |
| Não realizado entre 1926 e 1929                                          |                                               |                            |                   |          |
| 1930                                                                     | Louis Chiron                                  | Bugatti                    | Spa-Francorchamps | Detalhes |
| 1931                                                                     | William Grover-Williams Carlo Alberto Conelli | Bugatti                    | Spa-Francorchamps | Detalhes |
| Não realizado em 1932                                                    |                                               |                            |                   |          |
| 1933                                                                     | Tazio Nuvolari                                | Maserati                   | Spa-Francorchamps | Detalhes |
| 1934                                                                     | René Dreyfus                                  | Bugatti                    | Spa-Francorchamps | Detalhes |
| 1935                                                                     | Rudolf Caracciola                             | Mercedes-Benz              | Spa-Francorchamps | Detalhes |
| Não realizado em 1936                                                    |                                               |                            |                   |          |
| 1937                                                                     | Rudolf Hasse                                  | Auto Union                 | Spa-Francorchamps | Detalhes |
| Não realizado em 1938                                                    |                                               |                            |                   |          |
| 1939                                                                     | Hermann Lang                                  | Mercedes-Benz              | Spa-Francorchamps | Detalhes |
| Não realizado entre 1940 e 1945 por causa da Segunda Guerra Mundial      |                                               |                            |                   |          |
| 1946                                                                     | Eugène Chaboud                                | Delage                     | Bois de la Cambre | Detalhes |
| 1947                                                                     | Jean-Pierre Wimill                            | Alfa Romeo                 | Spa-Francorchamps | Detalhes |
| Não realizado em 1948                                                    |                                               |                            |                   |          |
| 1949                                                                     | Louis Rosier                                  | Talbot                     | Spa-Francorchamps | Detalhes |
| 1950                                                                     | Juan Manuel Fangio                            | Alfa Romeo                 | Spa-Francorchamps | Detalhes |
| 1951                                                                     | Giuseppe Farina                               | Alfa Romeo                 | Spa-Francorchamps | Detalhes |
| 1952                                                                     | Alberto Ascari                                | Ferrari                    | Spa-Francorchamps | Detalhes |
| 1953                                                                     | Alberto Ascari                                | Ferrari                    | Spa-Francorchamps | Detalhes |
| 1954                                                                     | Juan Manuel Fangio                            | Maserati                   | Spa-Francorchamps | Detalhes |
| 1955                                                                     | Juan Manuel Fangio                            | Mercedes                   | Spa-Francorchamps | Detalhes |
| 1956                                                                     | Peter Collins                                 | Ferrari                    | Spa-Francorchamps | Detalhes |
| Cancelado em 1957 devido à Crise de Suez                                 |                                               |                            |                   |          |
| 1958                                                                     | Tony Brooks                                   | Vanwall                    | Spa-Francorchamps | Detalhes |
| Não realizado em 1959                                                    |                                               |                            |                   |          |
| 1960                                                                     | Jack Brabham                                  | Cooper-Climax              | Spa-Francorchamps | Detalhes |
| 1961                                                                     | Phil Hill                                     | Ferrari                    | Spa-Francorchamps | Detalhes |
| 1962                                                                     | Jim Clark                                     | Lotus-Climax               | Spa-Francorchamps | Detalhes |
| 1963                                                                     | Jim Clark                                     | Lotus-Climax               | Spa-Francorchamps | Detalhes |
| 1964                                                                     | Jim Clark                                     | Lotus-Climax               | Spa-Francorchamps | Detalhes |
| 1965                                                                     | Jim Clark                                     | Lotus-Climax               | Spa-Francorchamps | Detalhes |
| 1966                                                                     | John Surtees                                  | Ferrari                    | Spa-Francorchamps | Detalhes |
| 1967                                                                     | Dan Gurney                                    | Eagle-Weslake              | Spa-Francorchamps | Detalhes |
| 1968                                                                     | Bruce McLaren                                 | McLaren-Ford               | Spa-Francorchamps | Detalhes |
| Cancelado em 1969 por razões de segurança                                |                                               |                            |                   |          |
| 1970                                                                     | Pedro Rodríguez                               | BRM                        | Spa-Francorchamps | Detalhes |
| Cancelado em 1971 por razões de segurança                                |                                               |                            |                   |          |
| 1972                                                                     | Emerson Fittipaldi                            | Lotus-Ford                 | Nivelles          | Detalhes |
| 1973                                                                     | Jackie Stewart                                | Tyrrell-Ford               | Zolder            | Detalhes |
| 1974                                                                     | Emerson Fittipaldi                            | McLaren-Ford               | Nivelles          | Detalhes |
| 1975                                                                     | Niki Lauda                                    | Ferrari                    | Zolder            | Detalhes |
| 1976                                                                     | Niki Lauda                                    | Ferrari                    | Zolder            | Detalhes |
| 1977                                                                     | Gunnar Nilsson                                | Lotus-Ford                 | Zolder            | Detalhes |
| 1978                                                                     | Mario Andretti                                | Lotus-Ford                 | Zolder            | Detalhes |
| 1979                                                                     | Jody Scheckter                                | Ferrari                    | Zolder            | Detalhes |
| 1980                                                                     | Didier Pironi                                 | Ligier-Ford                | Zolder            | Detalhes |
| 1981                                                                     | Carlos Reutemann                              | Williams-Ford              | Zolder            | Detalhes |
| 1982                                                                     | John Watson                                   | McLaren-Ford               | Zolder            | Detalhes |
| 1983                                                                     | Alain Prost                                   | Renault                    | Spa-Francorchamps | Detalhes |
| 1984                                                                     | Michele Alboreto                              | Ferrari                    | Zolder            | Detalhes |
| 1985                                                                     | Ayrton Senna                                  | Lotus-Renault              | Spa-Francorchamps | Detalhes |
| 1986                                                                     | Nigel Mansell                                 | Williams-Honda             | Spa-Francorchamps | Detalhes |
| 1987                                                                     | Alain Prost                                   | McLaren-TAG/Porsche        | Spa-Francorchamps | Detalhes |
| 1988                                                                     | Ayrton Senna                                  | McLaren-Honda              | Spa-Francorchamps | Detalhes |
| 1989                                                                     | Ayrton Senna                                  | McLaren-Honda              | Spa-Francorchamps | Detalhes |
| 1990                                                                     | Ayrton Senna                                  | McLaren-Honda              | Spa-Francorchamps | Detalhes |
| 1991                                                                     | Ayrton Senna                                  | McLaren-Honda              | Spa-Francorchamps | Detalhes |
| 1992                                                                     | Michael Schumacher                            | Benetton-Ford              | Spa-Francorchamps | Detalhes |
| 1993                                                                     | Damon Hill                                    | Williams-Renault           | Spa-Francorchamps | Detalhes |
| 1994                                                                     | Damon Hill                                    | Williams-Renault           | Spa-Francorchamps | Detalhes |
| 1995                                                                     | Michael Schumacher                            | Benetton-Renault           | Spa-Francorchamps | Detalhes |
| 1996                                                                     | Michael Schumacher                            | Ferrari                    | Spa-Francorchamps | Detalhes |
| 1997                                                                     | Michael Schumacher                            | Ferrari                    | Spa-Francorchamps | Detalhes |
| 1998                                                                     | Damon Hill                                    | Jordan-Mugen/Honda         | Spa-Francorchamps | Detalhes |
| 1999                                                                     | David Coulthard                               | McLaren-Mercedes           | Spa-Francorchamps | Detalhes |
| 2000                                                                     | Mika Häkkinen                                 | McLaren-Mercedes           | Spa-Francorchamps | Detalhes |
| 2001                                                                     | Michael Schumacher                            | Ferrari                    | Spa-Francorchamps | Detalhes |
| 2002                                                                     | Michael Schumacher                            | Ferrari                    | Spa-Francorchamps | Detalhes |
| Cancelado em 2003 pelas leis antitabagistas belgas                       |                                               |                            |                   |          |
| 2004                                                                     | Kimi Räikkönen                                | McLaren-Mercedes           | Spa-Francorchamps | Detalhes |
| 2005                                                                     | Kimi Räikkönen                                | McLaren-Mercedes           | Spa-Francorchamps | Detalhes |
| Cancelado em 2006 porque não concluíram as reformas em Spa-Francorchamps |                                               |                            |                   |          |
| 2007                                                                     | Kimi Räikkönen                                | Ferrari                    | Spa-Francorchamps | Detalhes |
| 2008                                                                     | Felipe Massa                                  | Ferrari                    | Spa-Francorchamps | Detalhes |
| 2009                                                                     | Kimi Räikkönen                                | Ferrari                    | Spa-Francorchamps | Detalhes |
| 2010                                                                     | Lewis Hamilton                                | McLaren-Mercedes           | Spa-Francorchamps | Detalhes |
| 2011                                                                     | Sebastian Vettel                              | Red Bull Racing-Renault    | Spa-Francorchamps | Detalhes |
| 2012                                                                     | Jenson Button                                 | McLaren-Mercedes           | Spa-Francorchamps | Detalhes |
| 2013                                                                     | Sebastian Vettel                              | Red Bull Racing-Renault    | Spa-Francorchamps | Detalhes |
| 2014                                                                     | Daniel Ricciardo                              | Red Bull Racing-Renault    | Spa-Francorchamps | Detalhes |
| 2015                                                                     | Lewis Hamilton                                | Mercedes                   | Spa-Francorchamps | Detalhes |
| 2016                                                                     | Nico Rosberg                                  | Mercedes                   | Spa-Francorchamps | Detalhes |
| 2017                                                                     | Lewis Hamilton                                | Mercedes                   | Spa-Francorchamps | Detalhes |
| 2018                                                                     | Sebastian Vettel                              | Ferrari                    | Spa-Francorchamps | Detalhes |
| 2019                                                                     | Charles Leclerc                               | Ferrari                    | Spa-Francorchamps | Detalhes |
| 2020                                                                     | Lewis Hamilton                                | Mercedes                   | Spa-Francorchamps | Detalhes |
| 2021                                                                     | Max Verstappen                                | Red Bull Racing-Honda      | Spa-Francorchamps | Detalhes |
| 2022                                                                     | Max Verstappen                                | Red Bull Racing-RBPT       | Spa-Francorchamps | Detalhes |
| 2023                                                                     | Max Verstappen                                | Red Bull Racing-Honda RBPT | Spa-Francorchamps | Detalhes |
| 2024                                                                     | Lewis Hamilton                                | Mercedes                   | Spa-Francorchamps | Detalhes |
| 2025                                                                     | Oscar Piastri                                 | McLaren-Mercedes           | Spa-Francorchamps | Detalhes |
| Fontes:                                                                  |                                               |                            |                   |          |

### Vitórias por piloto
| Total   | Piloto                  | Vitórias                           |
| ------- | ----------------------- | ---------------------------------- |
| 6       | Michael Schumacher      | 1992, 1995, 1996, 1997, 2001, 2002 |
| 5       | Ayrton Senna            | 1985, 1988, 1989, 1990, 1991       |
| 5       | Lewis Hamilton          | 2010, 2015, 2017, 2020, 2024       |
| 4       | Jim Clark               | 1962, 1963, 1964, 1965             |
| 4       | Kimi Räikkönen          | 2004, 2005, 2007, 2009             |
| 3       | Juan Manuel Fangio      | 1950, 1954, 1955                   |
| 3       | Damon Hill              | 1993, 1994, 1998                   |
| 3       | Sebastian Vettel        | 2011, 2013, 2018                   |
| 3       | Max Verstappen          | 2021, 2022, 2023                   |
| 2       | Alberto Ascari          | 1952, 1953                         |
| 2       | Emerson Fittipaldi      | 1972, 1974                         |
| 2       | Niki Lauda              | 1975, 1976                         |
| 2       | Alain Prost             | 1983, 1987                         |
| 1       | Antonio Ascari          | 1925                               |
| 1       | Louis Chiron            | 1930                               |
| 1       | William Grover-Williams | 1931                               |
| 1       | Carlo Alberto Conelli   | 1931                               |
| 1       | Tazio Nuvolari          | 1933                               |
| 1       | René Dreyfus            | 1934                               |
| 1       | Rudolf Caracciola       | 1935                               |
| 1       | Rudolf Hasse            | 1937                               |
| 1       | Hermann Lang            | 1939                               |
| 1       | Eugène Chaboud          | 1946                               |
| 1       | Jean-Pierre Wimill      | 1947                               |
| 1       | Louis Rosier            | 1949                               |
| 1       | Giuseppe Farina         | 1951                               |
| 1       | Peter Collins           | 1956                               |
| 1       | Tony Brooks             | 1958                               |
| 1       | Jack Brabham            | 1960                               |
| 1       | Phil Hill               | 1961                               |
| 1       | John Surtees            | 1966                               |
| 1       | Dan Gurney              | 1967                               |
| 1       | Bruce McLaren           | 1968                               |
| 1       | Pedro Rodríguez         | 1970                               |
| 1       | Jackie Stewart          | 1973                               |
| 1       | Gunnar Nilsson          | 1977                               |
| 1       | Mario Andretti          | 1978                               |
| 1       | Jody Scheckter          | 1979                               |
| 1       | Didier Pironi           | 1980                               |
| 1       | Carlos Reutemann        | 1981                               |
| 1       | John Watson             | 1982                               |
| 1       | Michele Alboreto        | 1984                               |
| 1       | Nigel Mansell           | 1986                               |
| 1       | David Coulthard         | 1999                               |
| 1       | Mika Hakkinen           | 2000                               |
| 1       | Felipe Massa            | 2008                               |
| 1       | Jenson Button           | 2012                               |
| 1       | Daniel Ricciardo        | 2014                               |
| 1       | Nico Rosberg            | 2016                               |
| 1       | Charles Leclerc         | 2019                               |
| 1       | Oscar Piastri           | 2025                               |
| Fontes: |                         |                                    |

### Vitórias por equipe
| Total   | Equipe          | Vitórias                                                                                                   |
| ------- | --------------- | --- |
| 18      | Ferrari         | 1952, 1953, 1956, 1961, 1966, 1975, 1976, 1979, 1984, 1996, 1997, 2001, 2002, 2007, 2008, 2009, 2018, 2019 |
| 15      | McLaren         | 1968, 1974, 1982, 1987, 1988, 1989, 1990, 1991, 1999, 2000, 2004, 2005, 2010, 2012, 2025                   |
| 8       | Lotus           | 1962, 1963, 1964, 1965, 1972, 1977, 1978, 1985                                                             |
| 8       | Mercedes        | 1935, 1939, 1955, 2015, 2016, 2017, 2020, 2024                                                             |
| 6       | Red Bull Racing | 2011, 2013, 2014, 2021, 2022, 2023                                                                         |
| 4       | Alfa Romeo      | 1925, 1947, 1950, 1951                                                                                     |
| 4       | Williams        | 1981, 1986, 1993, 1994                                                                                     |
| 3       | Bugatti         | 1930, 1931, 1934                                                                                           |
| 2       | Maserati        | 1933, 1954                                                                                                 |
| 2       | Benetton        | 1992, 1995                                                                                                 |
| 1       | Auto Union      | 1937 |
| 1       | Delage          | 1946 |
| 1       | Talbot          | 1949 |
| 1       | Vanwall         | 1958 |
| 1       | Cooper          | 1960 |
| 1       | Eagle           | 1967 |
| 1       | BRM             | 1970 |
| 1       | Tyrrell         | 1973 |
| 1       | Ligier          | 1980 |
| 1       | Renault         | 1983 |
| 1       | Jordan          | 1998 |
| Fontes: |                 | |

### Vitórias por país
| Total   | País           | Vitórias |
| ------- | -------------- | --- |
| 21      | Reino Unido    | 1931, 1956, 1958, 1962, 1963, 1964, 1965, 1966, 1973, 1982, 1986, 1993, 1994, 1998, 1999, 2010, 2012, 2015, 2017, 2020, 2024 |
| 13      | Alemanha       | 1935, 1937, 1939, 1992, 1995, 1996, 1997, 2001, 2002, 2011, 2013, 2016, 2018                                                 |
| 8       | Brasil         | 1972, 1974, 1985, 1988, 1989, 1990, 1991, 2008                                                                               |
| 7       | Itália         | 1925, 1931, 1933, 1951, 1952, 1953, 1984                                                                                     |
| 7       | França         | 1934, 1946, 1947, 1949, 1980, 1983, 1987                                                                                     |
| 5       | Finlândia      | 2000, 2004, 2005, 2007, 2009                                                                                                 |
| 4       | Argentina      | 1950, 1954, 1955, 1981 |
| 3       | Estados Unidos | 1961, 1967, 1978 |
| 3       | Países Baixos  | 2021, 2022, 2023 |
| 3       | Austrália      | 1960, 2014, 2025 |
| 2       | Mónaco         | 1930, 2019 |
| 2       | Áustria        | 1975, 1976 |
| 1       | Nova Zelândia  | 1968 |
| 1       | México         | 1970 |
| 1       | Suécia         | 1977 |
| 1       | África do Sul  | 1979 |
| Fontes: |                | |

### Recordes de pista
|                       |                  |                  |          |          |      |
| Spa-Francorchamps     | País/Piloto      | Construtor       | Tempo    | Extensão | Ano  |
| Pole position         | Charles Leclerc  | Ferrari          | 1:42.519 | 7.004 km | 2019 |
| Melhor volta na prova | Kimi Räikkönen   | McLaren-Mercedes | 1:45.108 | 6.973 km | 2004 |
|                       |                  |                  |          |          |      |
| Zolder                | País/Piloto      | Construtor       | Tempo    | Extensão | Ano  |
| Pole position         | Michele Alboreto | Ferrari          | 1:14.846 | 4.262 km | 1984 |
| Melhor volta na prova | René Arnoux      | Ferrari          | 1:19.294 | 4.262 km | 1984 |
|                       |                  |                  |          |          |      |
| Nivelles              | País/Piloto      | Construtor       | Tempo    | Extensão | Ano  |
| Pole position         | Clay Regazzoni   | Ferrari          | 1:09.82  | 3.724 km | 1974 |
| Melhor volta na prova | Denny Hulme      | McLaren-Ford     | 1:11.31  | 3.724 km | 1974 |
| Fontes:               |                  |                  |          |          |      |